# إريش هونيكر
إريش هونيكر (بالألمانية: Erich Honecker) (ولد 25 أغسطس 1912 – توفي 29 مايو 1994) هو سياسي ألماني قاد جمهورية ألمانيا الديمقراطية (ألمانيا الشرقية) بصفته الأمين العام لحزب الوحدة الاشتراكية من عام 1971 إلى الأسابيع التي سبقت سقوط جدار برلين في عام 1989. وكان أيضا منذ عام 1976 فصاعدا رئيس الدولة الرسمي كأمين لمجلس الدولة بعد تخلي فيلي شتوف عن المنصب.
بدأت مسيرة هونيكر السياسية في الثلاثينات عندما أصبح مسؤولا في الحزب الشيوعي في ألمانيا، وهو ما تسبب بسجنه خلال الحقبة النازية. أطلق سراحه بعد الحرب العالمية الثانية وسرعان ما عاد في نشاطه السياسي، وأنشأ منظمة الشبيبة الحرة الألمانية في عام 1946 وعمل رئيسا للفرقة حتى عام 1955. وبصفته سكرتير أمن اللجنة المركزية للحزب في دولة ألمانيا الشرقية الجديدة، فقد كان المنظم الرئيسي لبناء جدار برلين في عام 1961، وفي هذه المهمة، تحمل مسؤولية «الأمر بإطلاق النار» على طول الحدود الألمانية الداخلية.
في عام 1971، بدأ هونيكر صراعا على السلطة السياسية (بدعم من السوفيت) أدى لوضعه محل والتر أولبريشت في منصب الأمين العام للجنة المركزية ورئيس مجلس الدفاع الوطني للدولة. تبنت البلاد تحت قيادته برنامج «الاشتراكية الاستهلاكية» واتجهت نحو المجتمع الدولي بتطبيع العلاقات مع ألمانيا الغربية وأصبحت عضوا كامل العضوية في الأمم المتحدة وهو ما يعتبر أحد أهم نجاحاته السياسية.
ومع تراجع حدة التوتر في الحرب الباردة في أواخر الثمانينات في ظل الإصلاحات الليبرالية للزعيم السوفيتي ميخائيل غورباتشوف، رفض هونيكر جميع التغييرات التي أدخلت على النظام السياسي في ألمانيا الشرقية، لكنه أجبر على الاستقالة من قبل حزبه في أكتوبر 1989 عندما سعى النظام الشيوعي إلى الإبقاء على قوته. وبهذا انتهى حكم هونيكر على رأس الجمهورية بعد ثماني عشرة عاما.
هرب هونيكر إلى سفارة تشيلي في موسكو عام 1991 عقب إعادة توحيد ألمانيا، ولكنه تم تسليمه إلى ألمانيا بعد عام لعقد محاكمته بسبب دوره في انتهاكات حقوق الإنسان التي ارتكبها نظام ألمانيا الشرقية. إلا أنه تم التخلي عن المحاكمة بسبب مرضه، وتم الإفراج عنه من السجن ليتمكن من السفر إلى أسرته في المنفى في شيلي، حيث توفي في مايو 1994 بسبب سرطان الكبد.

## النشأة
التحق بعصبة شيوعيي ألمانيا في عام 1926 والحزب الشيوعي الألماني "kPD" عام 1929، عمل في بناء السقوف لكنه لم يستمر في مهنته، وذهب إلى موسكو للدراسة في مدرسة لينين الدولية ثُم عاد إلى برلين عام 1935 لكنه سرعان ما اُعتقل بتهمة النشاطات الشيوعية وظل في السجن حتى نهاية الحرب العالمية الثانية، وأصبح من أوائل أعضاء ال "SPD" اتحاد الأحزاب الاشتراكية الألمانية.

## معارضة النازيين والسجن
في عام 1930، انضم هونكير إلى الحزب الشيوعي الألماني وهو في الثامنة عشرة من عمره. كان أوتو نيبيرغال مرشده السياسي، والذي مثل الحزب الشيوعي الألماني لاحقًا في الرايخستاغ. في عام 1931، وبعد عودته من موسكو في أعقاب دراسته في مدرسة لينين الدولية، أصبح هونيكر زعيم تحالف الشباب الشيوعي في ألمانيا في منطقة سار. عقب اعتلاء النازيين عرش السلطة في عام 1933، كانت الأنشطة الشيوعية داخل ألمانيا مجرد أنشطة سرية محتملة، ومع ذلك بقيت منطقة سار خارج نطاق الرايخ الألماني وتحت سيطرة ولاية عصبة الأمم. أُلقي القبض على هونيكر في إسن بألمانيا ولكن سرعان ما أُطلق سراحه. في أعقاب ذلك، فرَّ إلى هولندا حيث أشرف على أنشطة تحالف الشباب الشيوعي الألماني في بفالز وهيسن وبادن فورتمبيرغ.
في عام 1934، عاد هونيكر إلى سار وعمل إلى جانب يوهانس هوفمان في الحملة التي شُنّت ضد إعادة دمج المنطقة في ألمانيا. بيد أن الاستفتاء على مستقبل المنطقة في يناير 1935 شهد تصويتًا بنسبة 90.73% لصالح إعادة التوحد مع ألمانيا. كما هو الحال مع نحو 4,000 إلى 8,000 شخص آخر، هرب هونيكر من المنطقة لاحقًا، وانتقل في البداية إلى باريس.
في 28 أغسطس 1935، سافر هونيكر بشكل غير قانوني إلى برلين تحت اسم مستعار، مارتن تيجادين، حاملًا معه آلة طابعة ضمن أمتعته. من هناك عمل بكثب مع مسؤول الحزب الشيوعي الألماني، هربرت وهنر، بشأن المعارضة ومقاومة الدولة النازية. في 4 ديسمبر 1935، احتجزت الشرطة السرية الألمانية هونيكر حتى عام 1937 في مركز احتجاز موبيت في برلين. في 3 يوليو 1937، حُكم عليه بالسجن لمدة عشر سنوات بتهمة «التحريض على الخيانة العظمى وتزوير الوثائق».
قضى هونيكر معظم فترة اعتقاله في سجن براندنبورغ غوردن، حيث أدّى مهام عامل. في أوائل عام 1945، نُقل إلى سجن بارنيمشتراسه للنساء في برلين بسبب حسن سلوكه، وأوكل إليه مهمة العمل على إصلاح المبنى الذي تضرر جراء القصف، إذ كان مصلح سقوف ماهر. في 6 مارس 1945، وخلال غارات القصف التي شنها الحلفاء، تمكن هونيكر من الفرار وأخفى نفسه في شقة لوت غروند، وهي حارسة في السجن. بعد عدة أيام، أقنعته بتسليم نفسه وغطى الحارس على هروبه. قضى هونيكر معظم وقته في السجن في الحبس الانفرادي.
بعد تحرير السجون عقب تقدم القوات السوفيتية في 27 أبريل 1945، بقي هونيكر في برلين. أدى هروبه من السجن وعلاقاته أثناء فترة اعتقاله إلى تعرضه لصعوبات داخل حزب الوحدة الاشتراكية الألماني، فضلًا عن توتر علاقاته مع زملائه النزلاء السابقين. في مقابلات لاحقة وفي مذكراته الشخصية، زور هونيكر العديد من تفاصيل حياته خلال هذه الفترة.  ادّعى جهاز أمن الدولة في ألمانيا الشرقية أن هونيكر، عرض أدلة على الشرطة السرية الألمانية تجرم زملائه الشيوعيين المسجونين مقابل إطلاق سراحه من السجن، وادعى كذلك أنه تخلى عن الشيوعية للأبد، وأنّه على استعداد لأداء الخدمة في الجيش الألماني.

## العودة إلى السياسة بعد الحرب
في مايو 1945، رصد هانز ماهل هونيكر بالصدفة في برلين وألقى القبض عليه واقتاده إلى مجموعة أولبريشت، وهي مجموعة من الشيوعيين الألمان المنفيين الذين عادوا من الاتحاد السوفيتي إلى ألمانيا بعد نهاية النظام النازي. تعرّف هونيكر إلى فالتر أولبريشت سابقًا عن طريق فالدمار شميت وكان صديقًا له، ولم يكن على علم به في تلك المرحلة. كان دور هونيكر اللاحق في المجموعة غير محدد حتى فترة طويلة من أشهر الصيف، إذ لم يواجه إجراءات الحزب بعد. انتهى أمر انضمامه للمجموعة بسبب سلوكه غير المنضبط أثناء فراره من السجن في بداية العام، وهو الإجراء الذي نوقش بشأنه والذي يعرض السجناء الشيوعيين الآخرين للخطر.
في عام 1946، أصبح هونيكر المؤسس المشارك لحزب الشباب الألماني الحر، وتولى رئاسته كذلك. بعد تشكيل الحزب الديمقراطي الاشتراكي، حزب الوحدة الاشتراكية، في أبريل 1946 وذلك باندماج الحزب الشيوعي الألماني والحزب الديمقراطي الاجتماعي الألماني، سرعان ما أصبح هونيكر عضوًا قياديًا في الحزب وتبوأ منصبه في اللجنة المركزية للحزب.
في 7 أكتوبر 1949، جرى تشكيل جمهورية ألمانيا الديمقراطية مع اعتماد دستور جديد، وإنشاء نظام سياسي مماثل لنظام الاتحاد السوفيتي. في إطار حكومة الحزب الوحيد الاشتراكي في الدولة، استأنف هونيكر مهنته السياسية بحزم، وفي العام التالي جرى ترشيحه لعضوية البرلمان في اللجنة المركزية للحزب الاشتراكي الديمقراطي. نظم حفل افتتاح «لقاء ألمانيا بالشباب» بصفته رئيسًا لحركة الشباب الألماني الحر، وذلك في برلين الشرقية في مايو 1950، بالإضافة إلى المهرجان العالمي الثالث للشباب والطلاب في عام 1951، على الرغم من معاناة الأخير من مشاكل تنظيمية.
شابت الاضطرابات الداخلية الحزب في أعقاب انتفاضة ألمانيا الشرقية في يونيو 1953، وانحاز هونيكر إلى الأمين العام الأول فالتر أولبريشت، على الرغم من أن أغلبية أعضاء المكتب السياسي حاولوا خلع أولبريشت لصالح رودولف هيرنستادت. واجه هونيكر كذلك استفسارات أعضاء الحزب حول مؤهلاته غير الكافية لمنصبه. في 27 مايو 1955، سلم رئاسة حركة الشباب الألماني الحر إلى كارل ناموكل، وغادر إلى موسكو للدراسة لمدة سنتين في مدرسة الحزب الشيوعي السوفيتي بناء على طلب أولبريشت. شهد خلال هذه الفترة المؤتمر العشرين للحزب الشيوعي السوفيتي شخصيًا، حيث ندد الأمين العام الأول للحزب، نيكيتا خروتشوف، بجوزيف ستالين.
بعد عودة هونيكر إلى ألمانيا الشرقية في عام 1958، أصبح عضوًا كامل العضوية في المكتب السياسي، وتولى مسؤولية القضايا العسكرية والأمنية. بوصفه أمين أمن الحزب، كان المنظم الرئيسي لبناء جدار برلين في أغسطس 1961، وكان كذلك من أنصار «أمر إطلاق النار» على طول الحدود الألمانية الداخلية.

## زعامة ألمانيا الشرقية
استبدل أولبريشت الاقتصاد القيادي للدولة بنظام اقتصادي جديد في بادئ الأمر، ثم أنشأ النظام الاقتصادي الاشتراكي، وسعى كذلك إلى تحسين اقتصاد الدولة المنهار، أعلن هونيكر أن المهمة الرئيسية تكمن في تحقيق «وحدة سياسة واقتصادية واجتماعية»، والتي من شأنها النهوض بمستويات المعيشة (مع زيادة السلع الاستهلاكية) مقابل الولاء السياسي. أدت التوترات بالفعل إلى شروع أولبريشت بإقالة هونيكر من منصب الأمين العام الثاني في يوليو 1970، وسرعان ما أعادته القيادة السوفيتية إلى عمله. تلاعب هونيكر بالعلاقة بين الشرق والغرب الألماني وفقًا لاستراتيجية أولبريشت، وذلك لكسب دعم القيادة السوفيتية التي كانت تحت حكم ليونيد بريجينيف. مع ضمان ذلك، جرى تعيين هونيكر أمينًا عامًا أول (من عام 1976 تحت عنوان أمين عام) للجنة المركزية في 3 مايو 1971 بعد أن أرغمت القيادة السوفيتية أولبريشت على التنحي لأسباب صحية.
بعد أن خلف هونيكر، أصبح كذلك رئيس مجلس الدفاع الوطني في عام 1971، وفي 29 أكتوبر 1976، انتخب في نهاية المطاف رئيسًا لمجلس الدولة (وهو منصب يعادل منصب الرئيس). بهذا، تبوّأ هونيكر ذروة السلطة داخل ألمانيا الشرقية. اعتبارًا منذ ذلك الوقت، اتخذ الأمين الاقتصادي، غونتر ميتاغ، ووزير أمن الدولة، إريش ميلك، جميع القرارات الحكومية الرئيسية. حتى عام 1989، اعتُبرت هذه «العصبة الاستراتيجية الصغيرة» المؤلفة من هؤلاء الرجال الثلاثة بلا منازع المستوى الأعلى من الطبقة الحاكمة في ألمانيا الشرقية. كان يواكيم هيرمان أقرب زميل لهونيكر، وعُيّن الأمين العام للإعلام والدعاية في حزب الوحدة الاشتراكي الألماني. عقد هونيكر كذلك اجتماعات يومية تتعلق بتمثيل الحزب في وسائل الإعلام جرى فيها تحديد تصميم صحيفة نويس دويتشلاند الخاصة بالحزب، فضلًا عن تسلسل البنود الإخبارية في نشرة الأخبار الوطنية أكتويل كاميرا.

## روابط خارجية
- إريش هونيكر على موقع أوليمبيديا (الإنجليزية)
- إريش هونيكر على موقع IMDb (الإنجليزية)
- إريش هونيكر على موقع الموسوعة البريطانية (الإنجليزية)
- إريش هونيكر على موقع مونزينجر (الألمانية)
- إريش هونيكر على موقع ميوزك برينز (الإنجليزية)
- إريش هونيكر على موقع إن إن دي بي (الإنجليزية)
- إريش هونيكر على موقع ديسكوغز (الإنجليزية)
- إريش هونيكر على موقع قاعدة بيانات الفيلم (الإنجليزية)